# Rąbino
Rąbino è un comune rurale polacco del distretto di Świdwin, nel voivodato della Pomerania Occidentale.
Ricopre una superficie di 180,00 km² e nel 2005 contava 3 936 abitanti.